# Тёммельсдорф
Тёммельсдорф (нем. Tömmelsdorf) — община в Германии, в земле Тюрингия. 
Входит в состав района Заале-Орла. Подчиняется управлению Триптис.  Население составляет 143 человека (на 31 декабря 2010 года). Занимает площадь 6,31 км².

## Демография
| - 1994 - 147 - 1995 - 151 - 1996 - 155 - 1997 - 153 | - 1998 - 150 - 1999 - 146 - 2000 - 146 - 2001 - 143 | - 2002 - 136 - 2003 - 136 - 2004 - 139 |